# فرد داوز
فرد داوز (انگلیسی: Fred Dawes; ۲ مهٔ ۱۹۱۱ – ۱۲ اوت ۱۹۸۹) بازیکن فوتبال اهل بریتانیا بود.
از باشگاه‌هایی که در آن بازی کرده‌است می‌توان به باشگاه فوتبال کریستال پالاس و باشگاه فوتبال نورث‌همپتون تاون اشاره کرد.